# Wohraaue zwischen Kirchhain und Gemünden (Wohra)
Wohraaue zwischen Kirchhain und Gemünden (Wohra) este o arie protejată (arie specială de conservare — SAC, sit de importanță comunitară — SCI) din Germania întinsă pe o suprafață de 278,93 ha, integral pe uscat.

## Localizare
Centrul sitului Wohraaue zwischen Kirchhain und Gemünden (Wohra) este situat la coordonatele 50°53′14″N 8°56′49″E / 50.8872°N 8.9469°E.

## Înființare
Situl Wohraaue zwischen Kirchhain und Gemünden (Wohra) a fost declarat sit de importanță comunitară în iulie 2001 pentru a proteja 2 specii de animale. Situl a fost protejat și ca arie specială de conservare în martie 2008.

## Biodiversitate
Situată în ecoregiunea continentală, aria protejată conține 2 habitate naturale: Cursuri de apă de la nivel de câmpie la nivel montan, cu vegetație Ranunculion fluitantis și Callitricho-Batrachion, Păduri aluvionare cu Alnus glutinosa și Fraxinus excelsior (Alno-Padion, Alnion incanae, Salicion albae).
La baza desemnării sitului se află mai multe specii protejate:
- nevertebrate (1): phengaris nausithous (Maculinea nausithous)
- pești (1): cicar (Lampetra planeri)

Pe lângă speciile protejate, pe teritoriul sitului au mai fost identificate 1 specie de nevertebrate.